# A Son of Man
A Son of Man je ekvádorský dobrodružný film z roku 2018. Natočili jej režiséři Luis Felipe Fernandez-Salvador y Campodonico (známý jako „Jamaicanoproblem“) a Pablo Agüero. Sleduje příběh muže, který se spolu se svým otcem vydává na cestu pralesem, kde chtějí najít incký poklad. Film byl navržen coby ekvádorský zástupce pro Oscara za nejlepší cizojazyčný film na 91. ročníku udílení této ceny.